# Старое (озеро, Крым)
Ста́рое, а также Тузла́ (укр. Старе озеро, крымскотат. Tuzla gölü, Тузла голю) — солёное озеро, расположенное на территории Красноперекопского горсовета. Площадь водного зеркала — 12,2 км², 11,3 км². Тип общей минерализации — солёное. Происхождение — лиманное. Группа гидрологического режима — бессточное.

## География
Входит в Перекопскую группу озёр. Длина — 6 км. Ширина средняя — 2 км, наибольшая — 2,5 км. Глубина средняя — 1,5 м, наибольшая — 3 м. Высота над уровнем моря — −3,9 м. Используется в качестве накопителя сырья (восточный отсек) и отходов химпроизводства (западный отсек) Перекопского бромного завода. Ближайшие населённые пункты: Красноперекопск и село Почётное расположены непосредственно на берегу, Таврическое и Совхозное — западнее и юго-западнее озера.
Озеро имеет неправильную продолговато-овальную форму, оно вытянуто в направлении с северо-востока на юго-запад. Южная часть котловины сужена, северная расширена. Общая площадь водосбора озера 37,2 км². На севере к озеру примыкает канал, откуда поступают дренажные воды. Также на севере расположены камышовые заросли. Почти вся береговая линия озера обрывистая: без пляжей на севере, с пляжами на юге. Озеро разделено земляной дамбой на два водоёма: западный и восточный.
В толще донных отложений Старого озера залегают погребённые залежи поваренной соли серого цвета в виде отдельных линз. Корневая залежь поваренной соли состоит из отдельных солевых прослоек различной мощности, чередующихся с тёмно-сероватыми илами. Средняя концентрация солей рассола озера достигает 22-23 ‰. В ноябре 1955 года были взяты пробы солей и их удельный вес составлял 1,214. Содержание солей (в весовых %) NaCl 14,64, MgCl2 9,24, CaCl2 1,63, CaSO4 0,10, Ca(HCO3)2 0,005, их общая сумма 25,60. MgSO4/MgCl2 0,17. В озере к концу лета происходит кристаллизация хлористого натрия, а в отдельные годы хлористый магний переходит в твёрдую фазу в форме бишофита MgCl2·6(H2O).
Юго-западнее озера расположена ж/д Джанкой—Херсон и магистральная дорога М-24 Е-97.
Среднегодовое количество осадков — менее 400 мм. Питание: сырье и отходы Перекопского бромного завода, подземные воды Причерноморского артезианского бассейна, дренажные воды.